# Fédération française de sauvetage et de secourisme
 (juillet 2015).
Si vous disposez d'ouvrages ou d'articles de référence ou si vous connaissez des sites web de qualité traitant du thème abordé ici, merci de compléter l'article en donnant les références utiles à sa vérifiabilité et en les liant à la section « Notes et références ».
La fédération française de sauvetage et de secourisme (FFSS), créée en 1899 par Raymond Pitet, est une association loi de 1901 agréée de sécurité civile et reconnue d’utilité publique depuis 1927. Forte d’un maillage départemental, régional et national, la FFSS intervient partout en France pour toutes les missions de sécurité civile et dispose de moyens humains et matériels pour venir secourir et porter assistance à la population. La FFSS organise de nombreuses formations et sensibilisations aux gestes et aux secours d’urgence en milieu terrestre et aquatique. Enfin, la FFSS est garante du projet éducatif de son fondateur : « participer et promouvoir l’esprit et le rôle des sauveteurs et secouristes dans la vie de tous les jours » par le biais de l’école nationale de sauvetage ou encore du « Sauvetage Tour » organisé chaque année sur les côtes françaises.
Elle développe partout où elle le peut les sentiments du devoir et l'éducation morale. Elle perfectionne les techniques et les engins de sauvetage. Elle organise de nombreuses épreuves. Elle prépare les bénévoles aux diplômes fédéraux et d'État sur tout le territoire national.

## Missions
- Formations des agents opérationnels en terrestre et nautique
- Sensibiliser le public aux gestes d'urgence
- Missions de Sécurité Civile
- Réaliser des dispositifs prévisionnels de secours de toute envergure
- Agir dans la prévention des risques
- Organiser les équipes de secours
- Assister les pouvoirs publics lors de plans de secours particuliers
- Mettre en compétition sportive les sauveteurs nautiques et les secouristes.

## Organisation
La fédération française de sauvetage et de secourisme compte :
- 73 150 licenciés ;
- 11 ligues régionales ;
- 63 comités départementaux ;
- plus de 360 clubs.

## Galerie

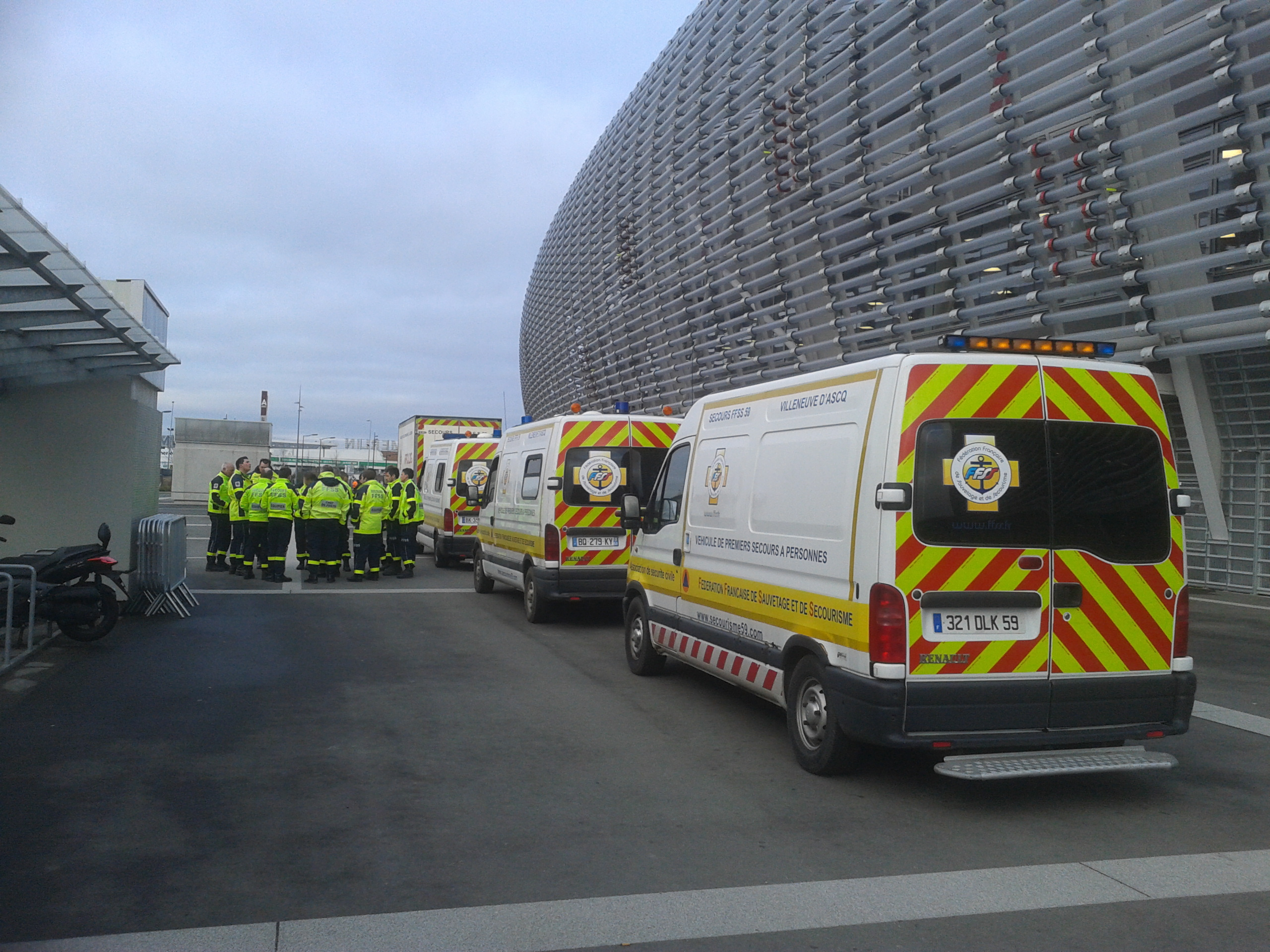
FFSS 59 sur le dispositif de secours du grand stade Pierre Mauroy
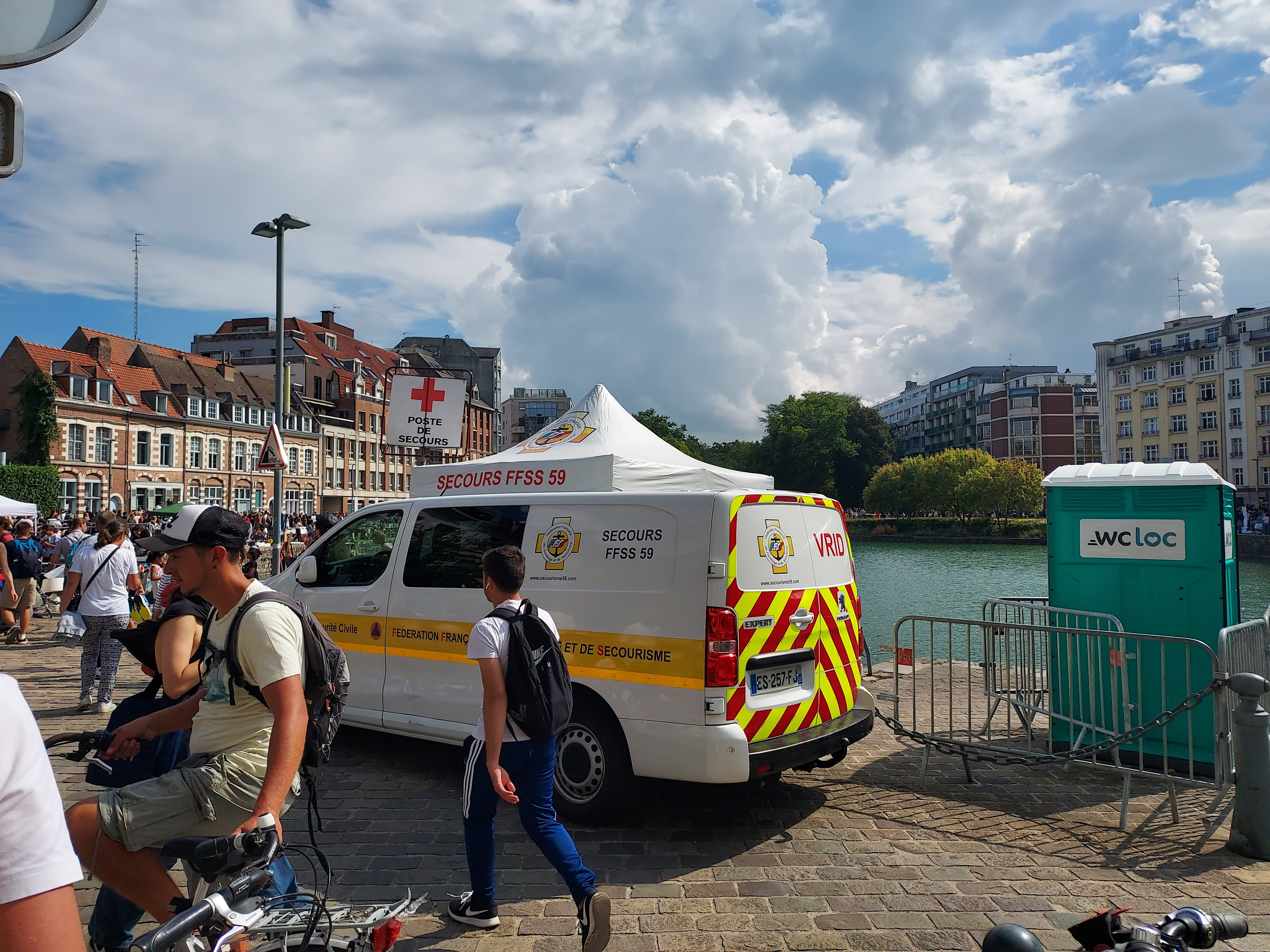
Équipe FFSS 59 opérant un poste de secours à la braderie de Lille, quai du Wault, septembre 2022